# Maybach
Maybach Motorenbau  je bil nemški proizvajalec avtomobilov, ki ga je ustanovil Wilhelm Maybach leta 1909, kot podružnico podjetja Luftschiffbau Zeppelin GmbH. Podjetje Maybach je bilo do leta 1912 znano kot Luftfahrzeug-Motorenbau GmbH. Danes je podjetje v lasti skupine Daimler AG